# Liste der Baudenkmale in Friedland (Mecklenburg)
In der Liste der Baudenkmale in Friedland sind alle denkmalgeschützten Bauten der Stadt Friedland (Mecklenburg-Vorpommern) und ihrer Ortsteile aufgelistet auf der Grundlage der Denkmalliste des Landkreises Mecklenburgische Seenplatte  vom September 2016.

## Legende
In den Spalten befinden sich folgende Informationen:
- ID-Nr: Die Nummer wird von den Denkmalämtern der Landkreise vergeben. Wenn sie nicht bekannt ist, bleibt die Spalte leer. In dieser Spalte kann sich zusätzlich das Wort Wikidata befinden, der entsprechende Link führt zu Angaben zu diesem Denkmal bei Wikidata.
- Lage: die Adresse des Denkmales und die geographischen Koordinaten.
Link zu einem Kartenansichtstool, um Koordinaten zu setzen. In der Kartenansicht sind Denkmale ohne Koordinaten mit einem roten bzw. orangen Marker dargestellt und können in der Karte gesetzt werden. Denkmale ohne Bild sind mit einem blauen bzw. roten Marker gekennzeichnet, Denkmale mit Bild mit einem grünen bzw. orangen Marker.
- Bezeichnung: Bezeichnung, so wie sie in den offiziellen Listen der Denkmalämter steht. Ein Link hinter der Bezeichnung führt zum Wikipedia-Artikel über das Denkmal. Wenn die Bezeichnung der Denkmalämter inhaltlich fehlerhaft ist, ist in der Spalte „Beschreibung“ darauf hinzuweisen.
- Beschreibung: Beschreibung des Denkmales
- Bild: ein Bild des Denkmales und gegebenenfalls einen Link zu weiteren Fotos des Denkmals im Medienarchiv Wikimedia Commons

## Baudenkmale nach Ortsteilen

### Friedland
| ID   | Lage                                                     | Bezeichnung                                                              | Beschreibung | Bild                                 |
| ---- | -------------------------------------------------------- | ------------------------------------------------------------------------ | ------------ | ------------------------------------ |
| 281  | An der Kleinbahn 2 (Karte)                               | Windmühle mit Umgang                                                     |              | Windmühle mit Umgang                 |
| 282  | Anklamer Straße                                          | alter Friedhof mit Portalwand                                            |              |                                      |
| 282  | Anklamer Straße                                          | drei Erbbegräbnisse und Gräber, u. a. Heinrich Riemann                   |              |                                      |
| 284  | Promenade, neben dem Anklamer (Karte)                    | VNN-Denkmal                                                              |              | VNN-Denkmal                          |
| 286  | August-Bebel-Platz 17                                    | Schule (Lernbehindertenschule)                                           |              |                                      |
| 288  | Bahnhofstraße 8a (Karte)                                 | Bahnhof (Regelspur) mit Hauptgebäude                                     |              | Bahnhof (Regelspur) mit Hauptgebäude |
| 288  | (gegenüber Hauptgebäude) (Karte)                         | Raiffeisenspeicher                                                       |              | Raiffeisenspeicher                   |
| 288  | (an der Bahnhofstraße) (Karte)                           | Güterboden                                                               |              |                                      |
| 288  | (gegenüber dem Güterboden) (Karte)                       | Speicher                                                                 |              |                                      |
| 289  | (an Bresewitzer Straße) (Karte)                          | Bahnhofsgelände mit ehem. Gebäuden der Meckl.-Pommerschen Schmalspurbahn |              | Weitere Bilder                       |
| 289  | An der Kleinbahn 17 (Karte)                              | Empfangsgebäude                                                          |              |                                      |
| 289  | Bresewitzer Straße 1 (Karte)                             | ehem. Restaurant                                                         |              |                                      |
| 289  | (südöstlich vom Wasserturm) (Karte)                      | Hauptwerkstatt                                                           |              |                                      |
| 289  | (südlich vom Wasserturm) (Karte)                         | alter Lokschuppen                                                        |              |                                      |
| 289  | (Karte)                                                  | Ringlokschuppen                                                          |              | Weitere Bilder                       |
| 289  | (hinter dem Ringlokschuppen) (Karte)                     | alte Wagenwerkstatt                                                      |              |                                      |
| 289  | (Karte)                                                  | Wasserturm                                                               |              | Weitere Bilder                       |
| 289  |                                                          | Gleisreste und ein Schleifstein der MPSB                                 |              |                                      |
| 289  | (an Bahnhofstraße)                                       | Waggon der MPSB                                                          |              |                                      |
| 290  | Bahnhofstraße 1                                          | Villa des Direktors der MPSB                                             |              |                                      |
| 291  | Bahnhofstraße 4a                                         | "Windmühle", "Henkelsche Mühle"""                                        |              |                                      |
| 292  | Bahnhofstraße 8                                          | Wohnhaus und                                                             |              |                                      |
| 292  | Bahnhofstraße 8 (Karte)                                  | Speicher                                                                 |              |                                      |
| 293  | Bahnhofstraße 16 (Karte)                                 | ehem. Molkerei                                                           |              |                                      |
| 295  | (parallel zu Eichenstraße und Jahnstraße)                | Eichenwall                                                               |              |                                      |
| 1274 | Hagedornstraße 4                                         | Reinwasserbehälter                                                       |              |                                      |
| 296  | Hinter dem Rathaus 1                                     | Wohnhaus mit                                                             |              |                                      |
| 296  | Hinter dem Rathaus 1                                     | Stallgebäude                                                             |              |                                      |
| 297  | Molkereistraße 15                                        | Wohn- und Geschäftshaus                                                  |              |                                      |
| 298  | Mühlenstraße 1 (Karte)                                   | Museum                                                                   |              | Museum                               |
| 299  | Mühlenstraße 14/15 (Karte)                               | ehem. Pfarrwitwenhaus                                                    |              |                                      |
| 300  | Mühlenstraße 27 (Karte)                                  | Wohn- und Geschäftshaus                                                  |              |                                      |
| 287  | Mühlenstraße 40a (Karte)                                 | Schule (ehem. Amtsgericht)                                               |              |                                      |
| 301  | Mühlenstraße 89 (Karte)                                  | ehem. Pfarrstall                                                         |              |                                      |
| 301  | Mühlenstraße 89                                          | Einfriedung, ehem. Pfarrstall                                            |              |                                      |
| 302  | Mühlenstraße 100 (Karte)                                 | ehem. Telegrafenamt                                                      |              |                                      |
| 303  | Mühlenstraße 101 (Karte)                                 | Wassermühle                                                              |              | Wassermühle                          |
| 304  | Neubrandenburger Straße 2 (Karte)                        | Villa                                                                    |              |                                      |
| 305  | Neubrandenburger Straße 20 (Karte)                       | Villa                                                                    |              |                                      |
| 306  | Pasewalker Straße (Karte)                                | neuer Friedhof                                                           |              |                                      |
| 306  | Pasewalker Straße                                        | Toreinfassung, Neuer Friedhof                                            |              |                                      |
| 306  | Pasewalker Straße                                        | Allee,                                                                   |              |                                      |
| 306  | Pasewalker Straße                                        | Friedhofsgebäude,                                                        |              |                                      |
| 306  | Pasewalker Straße                                        | Grabstein Eugen Marx                                                     |              |                                      |
| 306  | Pasewalker Straße                                        | Kriegsgräber                                                             |              |                                      |
| 306  | Pasewalker Straße                                        | Jüdischer Friedhofsbereich mit 21 Einzelgräbern                          |              |                                      |
| 307  | Pasewalker Straße 6 (Karte)                              | Wohnhaus                                                                 |              |                                      |
| 308  | Pasewalker Straße/Hagedorner Straße                      | Gedenkstein                                                              |              |                                      |
| 294  | Riemannstraße                                            | Denkmal für H. A. Riemann                                                |              |                                      |
| 309  | Riemannstraße (Karte)                                    | Kirche St. Marien                                                        |              | Weitere Bilder                       |
| 310  | Riemannstraße 104                                        | Altenheim mit                                                            |              |                                      |
| 310  | Riemannstraße 104                                        | 2 Gebäuden (ehem. Heilig-Geist-Spital)                                   |              |                                      |
| 311  | Riemannstraße 42                                         | Schule "Friederike Krüger"                                               |              |                                      |
| 312  | III. Ringstraße 7                                        | Altes Wasserwerk                                                         |              |                                      |
| 313  | Rudolf-Breitscheid-Straße (Karte)                        | Kirche St. Nikolai                                                       |              | Weitere Bilder                       |
| 314  | Rudolf-Breitscheid-Straße                                | Kriegerdenkmal 1870/71                                                   |              | Kriegerdenkmal 1870/71               |
| 316  | Rudolf-Breitscheid-Straße 101 (Karte)                    | Wohnhaus                                                                 |              |                                      |
| 317  | Rudolf-Breitscheid-Straße 102 (Karte)                    | Wohnhaus                                                                 |              |                                      |
| 318  | Rudolf-Breitscheid-Straße 104 (Karte)                    | Gebäudehülle                                                             |              |                                      |
| 319  | Rudolf-Breitscheid-Straße 106, Wollweberstraße 1 (Karte) | 2 Speicher                                                               |              |                                      |
| 321  | Salower Straße 5 (Karte)                                 | katholische Kirche                                                       |              | katholische Kirche                   |
| 315  | Schulstraße 5 (Karte)                                    | sog. altes Gymnasium                                                     |              | Weitere Bilder                       |
| 323  | Schwanbecker Straße                                      | Zuckerfabrik mit                                                         |              |                                      |
| 323  | Schwanbecker Straße                                      | Hauptgebäude                                                             |              |                                      |
| 323  | Schwanbecker Straße                                      | Fabrikhalle aus den 1920er Jahren sowie                                  |              |                                      |
| 323  | Schwanbecker Straße                                      | Fabrikhalle in Stahlfachwerk                                             |              |                                      |
| 324  | Turmstraße 6 (Karte)                                     | Wohn- und Geschäftshaus                                                  |              |                                      |
| 325  | Verwaltergang (bei Schwanbecker Str. 23)                 | Wegweiser                                                                |              |                                      |
| 326  | Verwalterweg                                             | Gedenkstein für Turnvater Jahn                                           |              | Gedenkstein für Turnvater Jahn       |
| 327  | Vor dem Walltor                                          | Denkmal für Carl Leuschner (Sportstätte am Hagendorn)                    |              |                                      |
| 328  | Vor dem Walltor 2 (Karte)                                | Wohnhaus mit                                                             |              |                                      |
| 328  | Vor dem Walltor 2 (Karte)                                | Nebengebäude                                                             |              |                                      |
| 329  | (Karte)                                                  | Wallanlage mit Stadtbefestigung (Stadtmauer mit Wall und Graben) mit     |              | Weitere Bilder                       |
| 329  |                                                          | Wieckhaus (sog. Fischerburg) sog.Utkiek,                                 |              | Weitere Bilder                       |
| 329  | (an Kreuzung Am Pferdemarkt / I. Ringstr.) (Karte)       | Anklamer Tor                                                             |              | Weitere Bilder                       |
| 329  | (an Kreuzung Riemannstr./I. Ringstr.) (Karte)            | Neubrandenburger Tor und                                                 |              | Weitere Bilder                       |
| 329  | (an Kreuzung Bahnhofstraße/III. Ringstraße) (Karte)      | Fangelturm                                                               |              | Weitere Bilder                       |
| 330  | Wallanlage                                               | Kriegerdenkmal 1914/18 und 1939/45                                       |              | Kriegerdenkmal 1914/18 und 1939/45   |
| 331  | Woldegker Chaussee 5                                     | Chausseehaus mit                                                         |              |                                      |
| 331  | Woldegker Chaussee 5                                     | Stall                                                                    |              |                                      |
| 320  | Wollweberstraße (vor Nr. 43)                             | Denkmal für Friederike Krüger                                            |              |                                      |
| 333  | Wollweberstraße 90                                       | Wohnhaus                                                                 |              |                                      |

### Bresewitz
| ID  | Lage | Bezeichnung             | Beschreibung | Bild |
| --- | ---- | ----------------------- | ------------ | ---- |
| 334 |      | Glocke auf dem Friedhof |              |      |

### Brohm
| ID | Lage             | Bezeichnung                      | Beschreibung | Bild           |
| -- | ---------------- | -------------------------------- | ------------ | -------------- |
| 57 | (Karte)          | Kirche mit                       |              | Weitere Bilder |
| 57 |                  | Feldsteinmauer                   |              |                |
| 57 |                  | 2 Portalen und                   |              |                |
| 57 |                  | Eisenkreuzen                     |              |                |
| 58 | Im Dorfe         | Gutsanlage mit Gutspark und      |              |                |
| 58 | Im Dorfe         | Speicher                         |              |                |
| 59 |                  | Brücke (am Rande des Gutsparkes) |              |                |
| 60 | Brohmer Allee 22 | Schule mit                       |              |                |
| 60 | Brohmer Allee 22 | Remise                           |              |                |

### Cosa
| ID  | Lage          | Bezeichnung  | Beschreibung | Bild         |
| --- | ------------- | ------------ | ------------ | ------------ |
| 179 | Bergstraße 12 | Gutshaus mit |              | Gutshaus mit |
| 179 | Bergstraße 12 | Park         |              |              |

### Dishley
| ID  | Lage    | Bezeichnung  | Beschreibung | Bild         |
| --- | ------- | ------------ | ------------ | ------------ |
| 203 | (Karte) | Gutshaus mit |              | Gutshaus mit |
| 203 |         | Park und     |              |              |
| 203 | (Karte) | Stall        |              | Stall        |

### Dishley-Ausbau
| ID  | Lage          | Bezeichnung | Beschreibung | Bild |
| --- | ------------- | ----------- | ------------ | ---- |
| 204 | Hauptstraße 1 | Wohnhaus    |              |      |
| 205 | Hauptstraße 2 | Wohnhaus    |              |      |

### Eichhorst
| ID  | Lage                                 | Bezeichnung             | Beschreibung | Bild                    |
| --- | ------------------------------------ | ----------------------- | ------------ | ----------------------- |
| 219 | Eichhorster Str. 37/38/39 (Karte)    | Gutsanlage mit Gutshaus |              | Gutsanlage mit Gutshaus |
| 219 |                                      | Park                    |              |                         |
| 219 |                                      | Brunnenhaus             |              |                         |
| 219 | (südlich des Pferdestalls)           | Kuhstall (1925)         |              |                         |
| 219 | (südwestlich an Gutshaus angrenzend) | Pferdestall             |              |                         |
| 220 | Kastanienallee 2                     | Pfarrhaus               |              |                         |
| 221 | (Karte)                              | Kirche mit              |              | Weitere Bilder          |
| 221 |                                      | Feldsteinmauer          |              |                         |

### Genzkow
| ID  | Lage                  | Bezeichnung                     | Beschreibung | Bild           |
| --- | --------------------- | ------------------------------- | ------------ | -------------- |
| 354 |                       | Gutsanlage mit                  |              |                |
| 354 | Dorfstraße 38 (Karte) | Gutshaus                        |              | Weitere Bilder |
| 354 |                       | Park                            |              |                |
| 354 | Dorfstraße 29 (Karte) | Pferdestall                     |              | Pferdestall    |
| 355 | Dorfstraße 8          | Landarbeiterhaus                |              |                |
| 356 | (auf dem Friedhof)    | Gedenkstein für die Bombenopfer |              |                |
| 357 | (Karte)               | Kirche mit                      |              | Weitere Bilder |
| 357 | (Karte)               | Grabkapelle                     |              | Grabkapelle    |
| 357 |                       | Grabplatte v. Lübbersdorf und   |              |                |
| 357 |                       | Mauer                           |              |                |

### Glienke
| ID  | Lage                        | Bezeichnung                                                            | Beschreibung | Bild                   |
| --- | --------------------------- | ---------------------------------------------------------------------- | --- | ---------------------- |
| 368 | Dorfstraße 1                | Antriebsanlage der ehem. Wassermühle mit Mahlstein und Hebevorrichtung | |                        |
| 369 | (Karte)                     | Kirche mit                                                             | Die Kirche ist ein massiver barocker Putzbau mit quadratischem hölzernem Turm. Sie ist mit einem barocken Kanzelaltar mit verkröpften Pilastern aus der zweiten Hälfte des 18. Jahrhunderts sowie einer Messing-Taufschale aus dem Jahr 1661 ausgestattet. | Weitere Bilder         |
| 369 |                             | Feldsteinmauer                                                         | |                        |
| 370 | Glienker Dorfstraße (Karte) | Kriegerdenkmal 1914/18                                                 | | Kriegerdenkmal 1914/18 |

### Heinrichshöh
| ID  | Lage           | Bezeichnung   | Beschreibung                                               | Bild |
| --- | -------------- | ------------- | ---------------------------------------------------------- | ---- |
| 335 | Heinrichshöh 1 | Gutshaus mit  | Gründerzeitvilla von um 1900, 1998 Gutshauskeller eröffnet |      |
| 335 | Heinrichshöh 1 | Lindenrondell |                                                            |      |
| 335 | Heinrichshöh 1 | Park          |                                                            |      |

### Heinrichswalde
| ID  | Lage             | Bezeichnung     | Beschreibung                                 | Bild |
| --- | ---------------- | --------------- | -------------------------------------------- | ---- |
| 451 | Heinrichswalde 9 | Gutshaus        | 1-gesch. Bau mit Krüppelwalmdach von um 1800 |      |
| 452 | Heinrichswalde 9 | Wirtschaftshaus |                                              |      |

### Jatzke
| ID  | Lage                | Bezeichnung                                               | Beschreibung | Bild           |
| --- | ------------------- | --------------------------------------------------------- | ------------ | -------------- |
| 502 |                     | Allee mit Pflasterung und Sommerweg (nach Heinrichswalde) |              |                |
| 503 | Rotdornstraße 10    | Pfarrhaus                                                 |              |                |
| 504 | Lindenstraße 19-20  | Inspektorenhaus                                           |              |                |
| 505 | (Karte)             | Kirche mit                                                |              | Weitere Bilder |
| 505 |                     | Feldsteinmauer                                            |              |                |
| 505 |                     | Portal                                                    |              |                |
| 505 |                     | Leichenhalle                                              |              |                |
| 506 | Genzkower Straße 4  | Aufsiedlerhaus                                            |              |                |
| 507 | Genzkowe Straße 5   | Aufsiedlerhaus                                            |              |                |
| 508 | Genzkower Straße 6  | Aufsiedlerhaus                                            |              |                |
| 510 | Genzkower Straße 8  | Bauernhaus mit                                            |              |                |
| 510 | Genzkower Straße 8a | Feldsteinstall                                            |              |                |

### Jatzke-Meierei
| ID  | Lage             | Bezeichnung          | Beschreibung | Bild |
| --- | ---------------- | -------------------- | ------------ | ---- |
| 512 | Am Feldrain 2    | Aufsiedlerhaus Nr. 6 |              |      |
| 513 | Am Feldrain 1    | Aufsiedlerhaus Nr. 7 |              |      |
| 514 | Am Feldrain 5, 6 | Aufsiedlerhaus Nr. 2 |              |      |

### Liepen
| ID  | Lage          | Bezeichnung                                          | Beschreibung                                   | Bild           |
| --- | ------------- | ---------------------------------------------------- | ---------------------------------------------- | -------------- |
| 573 |               | Allee mit Pflasterung und Sommerweg (nach Eichhorst) |                                                |                |
| 574 | Am Gutspark 6 | Gutshaus und                                         | 2-gesch., 11-achs., sanierter Putzbau von 1867 |                |
| 574 | Am Gutspark 6 | Park                                                 |                                                |                |
| 575 | (Karte)       | Kirche mit                                           |                                                | Weitere Bilder |
| 575 |               | Feldsteinmauer und                                   |                                                |                |
| 575 |               | romanischem Taufstein                                |                                                |                |

### Ramelow
| ID  | Lage                           | Bezeichnung                   | Beschreibung                                                 | Bild                  |
| --- | ------------------------------ | ----------------------------- | ------------------------------------------------------------ | --------------------- |
| 933 | Fritz-Bachert-Straße 7 (Karte) | Gutshaus mit                  | Ruinöser, 1-gesch. Fachwerkbau von nach 1769 mit Mansarddach | Gutshaus mit          |
| 933 | An der Schwanbecker Straße     | Backsteinstall                |                                                              |                       |
| 933 | An der Schwanbecker Straße     | Feldsteinstall                |                                                              | Feldsteinstall        |
| 933 | Im Dorfe                       | Gutshofmauer                  |                                                              |                       |
| 934 | An der Waldstraße              | Spritzenhaus                  |                                                              |                       |
| 935 | Waldstraße                     | Glockenstuhl mit zwei Glocken |                                                              |                       |
| 936 | Fritz-Bachert-Straße 7 (Karte) | Kirchenruine mit              |                                                              | Weitere Bilder        |
| 936 | Fritz-Bachert-Straße 7         | Feldsteintrockenmauer         |                                                              | Feldsteintrockenmauer |
| 937 | Waldstraße                     | Kriegerdenkmal 1914/18        |                                                              |                       |

### Schwanbeck
| ID   | Lage                     | Bezeichnung   | Beschreibung | Bild           |
| ---- | ------------------------ | ------------- | ------------ | -------------- |
| 1012 | Birkenweg 14             | Bauernhof     |              |                |
| 1013 | Birkenweg 26             | Bauernhof mit |              |                |
| 1013 | Birkenweg 26             | Wohnhaus      |              |                |
| 1013 | Birkenweg 26             | Scheune       |              |                |
| 1015 | (Karte)                  | Kirche mit    |              | Weitere Bilder |
| 1015 |                          | Portal        |              |                |
| 1015 |                          | Fünte         |              |                |
| 1017 | Friedländer Straße 25/26 | Pfarrhaus     |              |                |

## Vorgesehener Denkmalbereich
Nach der Denkmalliste vom 16. Dezember 1996, bisher noch nicht durch Verordnung ausgewiesen
- Friedland, Riemannstraße 9 – 19 und 93 – 98, Wohnbebauung

## Gestrichene Baudenkmale
- Genzkow, Dorfstraße 38, Wirtschaftshaus (sog. „Altes Gutshaus“)

## Quelle
- Karte der Baudenkmale im Geoportal des Landkreises